# John Riordan
John Riordan là một chủ ngân hàng người Mỹ đã có công lao cứu giúp mạng sống của 105 người Việt Nam vào những ngày cuối cùng trong Sự kiện 30 tháng 4 năm 1975. Ông được mệnh danh là "Oskar Schindler trong chiến tranh Việt Nam".

## Hành động di tản cuối tháng 4 năm 1975
Vào những ngày đầu tháng 4 năm 1975, Riordan đang là phụ tá Quản lý một chi nhánh của ngân hàng Citibank ở Sài Gòn (nay là Thành phố Hồ Chí Minh). Ông nhận được lệnh di tản cùng với những nhân viên người Mỹ khác khi lực lượng quân đội Bắc Việt sắp sửa tấn công thành phố (về sau là thủ đô của Cộng hòa Miền Nam Việt Nam) vào những ngày cuối cùng của chiến tranh Việt Nam. Riordan ban đầu tuân theo lệnh di tản và được đưa tới Hồng Kông.
Tại Hồng Kông, Riordan đã bắt đầu lên kế hoạch tìm cách giải cứu các đồng nghiệp người Việt không đủ điều kiện di tản (vì họ không phải là người Mỹ) và những ai từng làm việc với người Mỹ có khả năng bị Việt Cộng xử tử. Ông đã đề xuất nhiều phương án lên Citibank và chính phủ Mỹ nhưng nhiều lần bị từ chối. Cuối cùng, Citibank đã nói với ông ta là nên ngừng các nỗ lực cứu trợ của mình hoặc là bị đuổi việc.
Ngày 19 tháng 4 năm 1975, Riordan đã bay trở lại Sài Gòn một mình. Ông cố gắng tập hợp tất cả các đồng nghiệp người Việt và gia đình họ (tổng cộng là 105 người) và giấu họ trong căn biệt thự của ông và một căn nhà gần đó. Mặc dù người Mỹ được di tản trước, nhưng ngân hàng vẫn mở cửa làm việc với nhân viên người Việt cho đến ngày 25 tháng 4 mới chính thức đóng cửa. Chẳng còn sự lựa chọn nào khác, Riordan đã quyết định khai nhận bừa nhóm nhân viên này là người nhà của mình để họ hội đủ điều kiện di tản trên chiếc máy bay chở hàng hóa của quân đội Mỹ. Ông lập tức lái xe đến phi trường và điền đơn xác nhận thân nhân của 105 người Việt này. Sau đó, mới trở về đưa họ ra phi trường để di tản. Liên tục trong 4 ngày kế tiếp, ông đã liều lĩnh lập lại điều này tới mười lần. Đích thân Riordan đi với nhóm cuối cùng lên máy bay một vài ngày trước khi Sài Gòn thất thủ.

## Vinh danh
Riordan không những không bị Citibank sa thải mà còn được tuyên dương như một anh hùng, công ty đã hào phóng bỏ ra một triệu USD để tái định cư toàn bộ nhân viên người Việt và giúp họ tìm kiếm việc làm ở Mỹ. Tuy nhiên, câu chuyện này phần lớn không được dư luận biết đến mãi cho đến tháng 10 năm 2013 khi cuộc đời của Riordan được mô tả sơ lược trên kênh 60 Minutes.

## Đời tư
Riordan là người đồng tính công khai.

## Tác phẩm
- They Are All My Family: A Daring Rescue in the Chaos of Saigon's Fall. PublicAffairs. ngày 7 tháng 4 năm 2015. tr. 112–. ISBN 978-1-61039-504-5.